# Walt Disney
Walter Elias Disney (5. december 1901 - 15. december 1966) var en amerikansk animator, filmproducer og entreprenør. Som pioner indenfor den amerikanske animationsindustri stod han bag adskillige fremskridt og moderniseringer inden for produktionen af tegnefilm. Som filmproducer havde han rekorden for flest individuelt vundne og nominerede Academy Award-priser, med i alt 22 vundne priser ud af 59 nomineringer. Herudover modtog han to Golden Globe Special Achievements Awards og en Emmy Award, samt øvrige priser. Adskillige af hans film er optaget i Library of Congress' National Film Registry.
Disney blev født i Chicago i 1901, og tidligt udviklede han en interesse for tegning. Han modtog tegneundervisning som barn og fik arbejde som kommerciel illustrator som 18-årig. Han flyttede til Californien i begyndelsen af 1920'erne og åbnede Disney Brothers Studios med sin bror Roy. I samarbejde med Ub Iwerks udviklede han karakteren Mickey Mouse i 1928, som blev hans første succes i populærkulturen, og han lagde desuden stemme til karakteren i de første år. I takt med at studiet voksede, udviklede og introducerede man synkroniseret lyd, fuld farve three-strip Technicolor, animerede film i spillefilmslængde og generel teknisk udvikling af filmkameraer. Disse resultater kan ses i film som Snehvide og de syv små dværge (1937), Pinocchio, Fantasia (begge 1940), Dumbo (1941) og Bambi (1942). Nye animerede og live-action-film fulgte efter 2. verdenskrig, inklusiv Askepot (1950) og Mary Poppins (1964).
I 1950'erne gik Disney ind i forlystelsespark-industrien, og i juli 1955 åbnede Disneyland i Anaheim i Californien. For at finansiere dette projekt udviklede han tv-programmer såsom Walt Disney's Disneyland og The Mickey Mouse Club, ligesom han var involveret i planlægningen af Vinter-OL 1960. I 1965 begyndte han udviklingen af endnu en temapark, Disney World, som bl.a. skulle indeholde en hel by kaldet "Experimental Prototype Community of Tomorrow" (EPCOT), hvis fokus skulle være at udvikle fremtidens teknologi. Disney var storryger, og han døde af lungekræft den 15. december 1966, uden hverken at se Disney World eller EPCOT-projektet færdiggjort.
Privat var Disney genert, selvkritisk og usikker, men for offentligheden fremstod han som varm og udadvendt. Han havde høje forventninger til sine samarbejdspartnere og medarbejdere. Han blev beskyldt for at være racist og anti-semitisk, men disse anklager er blevet afvist af mange, som kendte ham. Hans omdømme skiftede i årene efter hans død fra at være kendt som fortaler for hjemlige patriotiske værdier til at være repræsentant for amerikansk imperialisme. Til trods for dette anses Disney stadig for at være en yderst vigtig person i animationens historie og USA's kulturelle historie. Hans film bliver fortsat vist og fortolket, hans studie og selskab sætter fortsat høje standarder i produktionen af moderne underholdning, og Disney-forlystelsesparkerne er siden vokset i størrelse og antal verden over.

## Biografi

### 1901–1920: Opvækst
Disney blev født den 5. december 1901 i Chicagos Hermosa-nabolag. Han var den fjerde søn af canadisk-irske Elias Disney, og amerikansk-tysk-engelske Flora (pigenavn Call). Udover Walt, havde forældrene sønnerne Herbert, Raymond og Roy, og datteren Ruth. I 1906, da Disney var fire år gammel, flyttede familien til en gård i Marceline, Missouri, hvor hans onkel havde købt land. I Marceline, opdagede Disney sin interesse for tegning, da han blev betalt for at tegne nabolagets læges hest. Faren havde abonnement på avisen Appeal to Reason, og Disney øvede sine tegneevner ved at kopiere tegneserierne af Ryan Walker, som fandtes i avisen. Han udvidede sit repertoire ved at øve vandfarve og kridt. Han boede i nærheden af Atchison, Topeka og Santa Fe Railway-toglinjen og udviklede en stor interesse for tog. Han og hans yngre søster, Ruth, begyndte begge i skole i 1909 på Park School i Marceline. Disney-familien var aktive medlemmer af den kongregationalistiske kirke.
I 1911 flyttede familien til Kansas City, Missouri. Her gik Disney på Benton Grammar School, hvor han mødte klassekammeraten Walter Pfeiffer, som kom fra en familie med stor teaterinteresse og han introducerede Disney til vaudeville og spillefilm. Disney brugte snart mere tid hos Pfeiffer-familiens hjem end sit eget. Disneys far havde købt uddelingsretten af aviserne The Kansas City Star og Kansas City Times, og Disney og hans bror Roy stod op kl. 4:30 hver morgen for at uddele Times-avisen før skole og gentog samme uddelingsrute efter skole med Star-avisen. Uddelingsarbejdet var udmattende og Disney modtog ofte dårlige karakterer i skole grundet træthed, men han fortsatte med ruten i mere end seks år. Han havde tegneundervisning om lørdagen på Kansas City Art Institute og tog et kursus i tegneserier via brevkorrespondance.
I 1917 købte Disneys far aktier hos jelly-producenten O-Zell Company i Chicago, og familien flyttede herefter tilbage til byen. Disney gik her på McKinley High School og blev tegneserietegner og illustrator på skolens avis, hvor han bl.a. tegnede patriotiske tegninger omhandlende 1. verdenskrig. Han tog samtidig aftenkurser ved Chicago Academy of Fine Arts. I midten af 1918 søgte han optagelse ved United States Army, da han ønskede at kæmpe mod tyskerne, men han blev afvist, da han var for ung. Efter at have forfalsket sin fødselsdato på sin fødselsattest, blev han optaget hos Red Cross i september 1918 som ambulancefører. Han blev udsendt til Frankrig, men ankom først i november. Han tegnede tegneserier på siden af hans ambulance som dekoration og han havde noget af sit arbejde trykt i militæravisen Stars and Stripes. Han vendte retur til Kansas City i oktober 1919, hvor han arbejdede som lærling ved Pesmen-Rubin Commercial Art Studio, hvor han tegnede kommercielle illustrationer til reklamer, teaterprogrammer og kataloger, og blev venner med sin kollega og kunstner, Ub Iwerks.

### 1920–1928: Tidlig karriere
.
I januar 1920, da Pesmen-Rubins indtægter efter julen faldt, blev både Disney, nu 18 år gammel, og Iwerks afskediget. De startede herefter deres eget firma, det kortlivede Iwerks-Disney Commercial Artists. Grundet mangel på kunder, blev Disney og Iwerks enige om at Disney skulle forlade firmaet midlertidigt for at arbejde hos Kansas City Film Ad Company, og Iwerks, som ikke var i stand til at holde deres firma kørende alene, sluttede sig efter et par måneder til samme firma. Firmaet producerede reklamer ved brug af cut out-animation. Disney blev her interesseret i animation, selvom han foretrak at tegne tegneserier, såsom Mutt and Jeff og Koko the Clown. Med hjælp fra en lånt bog omkring animation og et kamera, begyndte han at eksperimentere hjemme hos sig selv. Han konkluderede her at celanimation var en mere lovende teknik end cut out-metoden. Efter et mislykket forsøg på at overtale sin chef til at bruge celanimation, startede Disney et nyt firma med et kollega fra Film Ad Co, Fred Harman. Deres største klient var det lokale Newman Theater, og de korte tegnefilm de producerede blev solgt som "Newman's Laugh-O-Grams". Disney studerede Paul Terrys Aesop's Fables som format, og de første seks "Laugh-O-Grams" var moderniserede eventyr-udgaver af historierne.
I maj 1921 ledte successen med "Laugh-O-Grams" til grundlæggelsen af Laugh-O-Gram Studio, hvor Disney ansatte flere animatorer, inklusiv Fred Harmans bror Hugh, Rudolf Ising og Iwerks. Laugh-O-Grams-tegnefilmene var dog ikke indbringende nok til at holde firmaet kørende, så Disney igangsatte produktionen af Alice's Wonderland‍—‌baseret på Alice i Eventyrland‍—‌som kombinerede live action med animation. Resultatet, en 12½ minut lang film, blev dog færdiggjort for sent til at redde Laugh-O-Gram Studio, som blev erklæret konkurs i 1923.
Disney flyttede til Hollywood i juli 1923 som 21-årig. Til trods for at New York var centrum for tegneserie-industrien, var han tiltrukket af Los Angeles, da hans bror Roy var ved at komme sig efter tuberkulose der, og han håbede på at blive live-action filminstruktør. Disney forsøgte flere mislykkedes gange at sælge sin Alice's Wonderland, indtil han blev kontaktet af filmdistributøren Margaret J. Winkler fra New York. Hun var ved at miste rettighederne til både Out of the Inkwell and Felix the Cat-tegnefilmene, og hun ledte efter en ny serie. I oktober blev der underskrevet kontrakt på seks Alice-tegnefilm med mulighed for to yderligere serier med seks episoder hver. Disney og hans bror Roy grundlagde her Disney Brothers Studio (som senere blev til The Walt Disney Company) for at producere filmene. I juli 1924 hyrede Disney Iwerks og fik ham overtalt til at flytte til Hollywood fra Kansas City.
I begyndelsen af 1925, hyrede Disney optegneren, Lillian Bounds. De blev gift i juli samme år ved hendes brors hus i hendes hjemby Lewiston i Idaho. Det var generelt et lykkeligt ægteskab, ifølge Lillian, selvom hun, ifølge Disneys biografi skrevet af Neal Gabler, "ikke godtog Disneys beslutninger uden protester, og at hun senere indrømmede at han altid fortalte folk hvor meget hun hakkede på ham'." Lillian havde selv ingen interesse i film eller i den sociale omgangskreds i Hollywood, og hun blev beskrevet af historiker Steven Watts, som "tilfreds med at skulle holde hus og agere støtte for hendes ægtemand." Under deres ægteskab fik parret to døtre, Diane (født i december 1933) og Sharon (adopteret i december 1936 efter at være blevet født seks uger tidligere). Det var aldrig en hemmelighed i familien, at Sharon var adopteret, selvom Disney og Lillian blev irriteret når spørgsmål omkring dette dukkede op i offentligheden. Disney-familien forsøgte mest muligt at holde deres døtre ude af offentlighedens åsyn, og især efter en kidnapning af en dreng med kendte forældre skete; og Disney forbød pressen at fotografere sine døtre.
I 1926 blev det første officielle Walt Disney Studio etableret på 2725 Hyperion Avenue. Bygningen blev revet ned i 1940. I 1926 blev Winklers rolle som distributør af Alice-serien overtaget af hendes mand, filmproducer Charles Mintz, selvom hans og Disneys forhold ofte var anstrengt. Serien kørte indtil juli 1927, hvor Disney ligeledes var ved at miste interessen, og han ønskede at bevæge sig væk fra det blandede medie og ind i ren animation. Da Mintz efterspurgte nyt materiale til at distribuere gennem Universal Pictures, skabte Disney og Iwerks i fællesskab Oswald den heldige kanin, en karakter som Disney ønskede skulle "fuld af liv, glad og eventyrlysten samtidig med at han også var pæn og ordentlig".
I februar 1928 ønskede Disney at forhandle sig til en højere løn for produktionen af Oswald-serien, hvorimod Mintz ønskede at sænke den. Mintz havde samtidig overtalt flere af artisterne på produktionen til at arbejde direkte for ham i stedet for Disney, heriblandt Harman, Ising, Carman Maxwell og Friz Freleng. Disney opdagede ligeledes at Universal ejede de immaterielle rettigheder til karakteren Oswald. Mintz truede herefter med at starte sit eget studie og producere serien selv, hvis Disney nægtede at acceptere den nedsatte løn. Disney nægtede at acceptere Mintz' krav og Disney mistede størstedelen af sit animationshold, med undtagelse af Iwerks, der ønskede at fortsætte hos Disney.

### 1928-1933: Skabelsen af Mickey Mouse og de første Academy Awards
For at erstatte Oswald skabte Disney og Iwerks i samarbejde karakteren Mickey Mouse. Inspiration til karakteren rygtes at være inspireret af en mus, som Disney havde som kæledyr under hans tid med Laugh-O-Gram Studio, selvom dette aldrig er blevet bekræftet. Disneys oprindelige navn til karakteren var Mortimer Mouse, men Lillian synes at det lød for pompøst og foreslog navnet Mickey i stedet. Disneys skitser af karakteren blev gennemgået af Iwerks, så karakteren ville være lettere at animere. Disney, som havde trukket sig tilbage fra at animere selv, lagde stemme til Mickey indtil 1947. En Disney-ansat ville senere udtale: "Ub designede Mickeys fysiske udseende, men Walt gav ham sjælen."
Mickey Mouse fik sin debut i maj 1928 i en enkel testscreening af kortfilmen Plane Crazy, som sammen med filmen The Gallopin' Gaucho, som dog begge ikke kunne sælges grundet manglende interesse fra distributører. Efter successen The Jazz Singer fra 1927, brugte Disney synkroniseret lyd på den tredje kortfilm Steamboat Willie, til at lave den første postproducerede lydfilm i animationsform. Efter animationen var færdiggjort, underskrev Disney en kontrakt med den tidligere executive af Universal Picturs, Pat Powers, om brugen af "Powers Cinephone"-optagelsessystem; Cinephone blev herefter den nye distributør af Disneys tidlige tegnefilm, som hurtigt blev populære.
For at forbedre musikken, ansatte Disney den professionelle komponist Carl Stalling, og efter hans forslag blev Silly Symphony-serien udviklet og han udviklede fortællinger og historier ud fra musik; den første tegnefilm i serien, The Skeleton Dance (1929), blev tegnet og animeret af Iwerks alene. Omtrent samtidig ansatte Disney også adskillige lokale tegnere, hvor nogle af disse fortsatte hos studiet og blev en del af kerneholdet af animatorer; en gruppe som senere blev kendt som The Nine Old Men. Både Mickey Mouse og Silly Symphonies-serien viste sig at være succesfulde, men Disney og hans bror følte ikke at de fik deres retmæssige andel af profitten af Powers. I 1930 forsøgte Disney at nedbringe produktionsomkostningerne ved at få Iwerks til at skifte teknik fra at animere hver enkelt cel og i stedet bruge en mere effektiv metode, hvor han tegnede "key poses" og efterfølgende lod lavere betalte assistenter "inbetweene" mellem posene. Disney efterspurgte nu Powers for en højere pris for tegnefilmene, men Powers afviste og ansatte Iwerks til at arbejde direkte under sig; Stalling sagde op kort tid efter, da han tænkte at Disney Studio ikke ville kunne klare sig uden Iwerks. Disney fik et nervøst sammenbrud i oktober 1931‍—‌ som han hævdede skyldtes Powers og hans eget overarbejde‍—‌, så han og Lillian tog på en længere ferie til Cuba og et cruise til Panama for at komme sig.
Med tabet af Powers som distributør, indgik Disney nu aftale med Columbia Pictures om distributionsretten til Mickey Mouse-tegnefilmene, som blev stadigt mere populære i både USA og internationalt. Disney, som altid var interesseret i at omfavne ny teknologi, indspillede tegnefilmen Blomster og træer (1932) i full-color three-strip Technicolor; og han fik ligeledes indgået et eksklusivt samarbejde og eneretten til at bruge three-strip-processen frem til 31. august 1935. Alle efterfølgende Silly Symphony-tegnefilm var i farve. Blomster og træer var populær hos publikum og vandt den første nogensinde uddelte Academy Award for bedste korte animationsfilm ved Oscaruddelingen i 1932. Ved samme uddeling var Disney også nomineret i samme kategori med Mickey's Orphans, og han modtog desuden en Æres-Oscar "for at have skabt Mickey Mouse".
I 1933 producerede Disney De tre små grise, en tegnefilm, som af mediehistoriker Adrain Danks, er blevet beskrevet som "den mest succesfulde korte tegnefilm gennem tiden". Filmen modtog ligeledes en Academy Award i bedste korte animationsfilm-kategorien. Filmens succes ledte til en stor stigning i studiets ansatte, som var tæt på 200 ved årets afslutning. Disney indså vigtigheden i at fortælle følelsesladede og gribende historier for at fange publikum, og han prioriterede herefter at nedsætte en "historie-afdeling (story department)" adskilt fra animatorerne, med storyboard-artister, som ville visualisere Disneys films plots.

### 1934–1941: Animationens gyldne æra
.
I 1934 var Disney begyndt at blive træt af at producere korte tegnefilm efter samme formel, og han tænkte at en animeret film i spillefilmslængde ville langt mere profitabel. Studiet begyndte herefter på den fire år lange produktion af Snehvide og de syv små dværge, som var på baseret på eventyret af samme navn. Da nyhederne om dette nåede pressen, forudså mange i filmindustrien at dette ville føre studiet til konkurs; og industrien gav begivenheden navnet "Disney's Folly" (red. "Disneys dumhed"). Filmen havde premiere i 1937, og var den første animerede film i spillefilmslængde i fuld farve og med synkroniseret lydspor; filmen kostede 1,5 mio. USD at producere - tre gange det oprindeligt planlagte budget. For at sikre at animationen i filmen var så realistisk som muligt, sendte Disney sit hold af animatorer til kurser på Chouinard Art Institute;, han fik bragt levende dyr og skuespillere ind i for at animatorerne kunne studere realistiske bevægelser. For at efterligne illusionen om et kamera, der bevæger sig igennem et landskab og ændre perspektiv, udviklede Disneys animatorer et multiplan-kamera, som gjorde det muligt at lægge tegninger ovenpå plader af glas i forskellige afstande fra kameraet, hvilket skabte illusionen om dybde. Glaslagene ville blive flyttet tættere/længere væk fra kameraet for at skabe illusionen om at kameraet bevægede sig igennem landskabet. Den første produktion udført med dette kamera, Silly Symphony-tegnefilmen The Old Mill (1937)‍—‌ vandt en Oscar for bedste animerede kortfilm grundet dets imponerede visuelle kraft. Til trods for at store dele af Snehvide allerede var færdiggjort da multiplan-kameraet var færdigudviklet, insisterede Disney på at nogle af scenerne i filmen skulle gentegnes for at kunne bruge denne nye effekt.
Snehvide havde premiere i december 1937, hvor den modtog stor ros og anerkendelse fra anmeldere og publikum. Filmen blev den mest succesfulde spillefilm i 1938 og var i maj 1939 med en totalindtægt på 6,5 mio. USD, den mest succesfulde lydfilm nogensinde lavet på tidspunktet. Disney modtog endnu en Æres-Oscar, som denne gang bestod af én normal størrelse statuette samt syv små Oscar-statuetter. Snehvides succes startede, hvad der ville blive, et af de mest produktive æraer for studiet; the Walt Disney Family Museum kaldte de efterfølgende år for "the 'Golden Age of Animation' (red. "Animationens gyldne tid")". Da produktionen af Snehvide var afsluttet, begyndte produktionen af Pinocchio i tidlig 1938 og Fantasia i november samme år. Begge film blev udgivet i 1940, men til ingen profitabel succes, hvilket var delvis grundet begyndelsen af 2. verdenskrig i 1939, hvilket gjorde det svært at udbrede filmene til Europa. Studiet tabte mange penge på begge film, og var i februar 1941 i dyb gæld.
Som respons på studiets økonomiske krise, valgte Disney og hans bror Roy at børsnotere studiet i 1940, og indførte drastiske lønsænkninger. Lønsænkningerne og Disneys til tider hårde og ufølsomme håndtering  af personalet, ledte til en strejke blandt studiets animatorer, som varede i fem uger. Mens en føderal mægler fra National Labor Relations Board styrede forhandlingerne mellem de to parter, accepterede Disney et tilbud fra Office of the Coordinator of Inter-American Affairs om at tage på en goodwill-tur til Sydamerika, da dette ville sikre at han ikke var til stede mens forhandlingerne stod på. Resultatet af strejken - og studiets økonomiske tilstand - blev at adskillige animatorer forlod studiet, hvilket efterlod Disneys forhold til de tilbageværende som yderst anstrengt. Strejken havde midlertidig afbrudt studiets daværende produktion, Dumbo (1941), som Disney, af økonomiske årsager, havde valgt at producere på den mest simple og billige måde, hvilket medvirkede at filmen blev en af de korteste animerede spillefilm i studiets repertoire med en spilletid på 64 min. Filmen modtog positiv respons fra anmeldere og publikum 

### 1941–1950: 2. verdenskrig og tiden efter
Kort efter udgivelsen af Dumbo i oktober 1941 indtrådte USA i 2. verdenskrig. Disney skabte herefter Walt Disney Training Films Unit internt i studiet med det formål at producere instruktionsfilm til militæret, såsom Four Methods of Flush Riveting og Aircraft Production Methods. Disney mødtes også med Henry Morgenthau, Jr., Secretary of the Treasury, og indvilligede i at producere korte Anders And-tegnefilm for at promovere køb af krigsobligationer. Disney producerede ligeledes adskillig propaganda, inklusiv kortfilm som Der Fuehrer's Face‍—‌som vandt en Academy Award‍—‌ og spillefilmen fra 1943, Victory Through Air Power.
Filmene for militæret genererede kun akkurat nok til at dække studiets udgifter, mens spillefilmen Bambi‍—‌som havde været i produktion siden 1937 ‍—‌ underpræsterede ved dens premiere i april 1942, og tabte $200,000 ved billetsalget. Lagt oveni i de lave indtjeninger fra Pinocchio og Fantasia, stod studiet nu med en gæld på $4 million hos Bank of America i 1944. Under et møde med Bank of Americas styrelse for at diskutere studiets fremtid, udtalte bankens direktør og grundlægger, Amadeo Giannini, "Jeg har holdt ganske tæt øje med Disneys film fordi jeg vidste at vi lånte dem penge, der langt overgik vores risikotærskel ... De klarer den i år, og de klarer den nsæte år, og de klarer sig året efter. ... Vi må tage det roligt og give dem tid til at markedsføre deres produkter." Disneys produktion af korte tegnefilm blev færre og færre hen mod slutningen af 1940'erne, hvilket faldt sammen med den stigende konkurrence i animationsindustrien fra Warner Bros. og Metro-Goldwyn-Mayer. Roy Disney foreslog, af økonomiske årsager, derfor at producere flere kombinerede animation- og live-action-film.

### 1950–1966: Forlystelsesparker, fjernsyn og øvrige interesser
I begyndelsen af 1950 producerede Disney Askepot, som var studiets første animerede spillefilm i otte år. Filmen blev modtaget med stor ros fra anmeldere og publikum. Med produktionsomkostninger på $2.2 millioner indtjente filmen næsten $8 millioner i dets første år. Disney var mindre involveret end tidligere, da han overså produktionen af studiets første fuldt ud live-action spillefilm, Skatteøen (1950), som blev indspillet i Storbritannien ligesom Robin Hood og hans lystige venner (1952). Andre fuldt ud live-action spillefilm fulgte, hvoraf mange af dem havde patriotiske temaer. Han fortsatte med at producere animerede spillefilm, inklusiv Alice i Eventyrland (1951) og Peter Pan (1953). Fra start til midten af 1950'erne, begyndte Disney at overse animationsafdelingen mindre og mindre, og overlod størstedelen af ansvaret for produktionerne til hans kerne af animatorer, the Nine Old Men, selvom han dog altid var til stede ved historie-møderne. I stedet begyndte at han undersøge andre horisonter.
.
I flere år havde Disney haft overvejelser om at bygge en forlystelsespark. Efter han havde besøgt Griffith Park i Los Angeles med sine døtre, kom han til frem til at han ville lave en ren og flot park, som både børn og deres forældre kunne nyde. Han besøgte også Tivoli i København, og var inspireret af renligheden og parkens struktur. I marts 1952 fik han bygningstilladelse til at bygge en forlystelsespark i Burbank, tæt på Disney-studiet. Dette område viste sig dog at være for småt og en større grund i Anaheim, 56 km syd for studiet blev købt. Forlystelsesparkens placering så langt fra studiet bød op til kritik fra aktionærerne, så Disney grundlagde WED Enterprises (nu Walt Disney Imagineering) and brugte sine egne penge på at forme en gruppe af designere og animatorer til at udarbejde planerne; de involverede blev siden kendt som "Imagineers". Efter at have været blevet godkendt til yderligere lån fra banken, inviterede Disney flere aktionærer, American Broadcasting-Paramount Theatres‍—‌del af American Broadcasting Company (ABC)‍—‌og Western Printing and Lithographing Company til at indskyde kapital. I midten af 1954, sendte Disney sine Imagineers til alle forlystelsesparker i USA for at undersøge, hvad der virkede og hvilke faldgruber og mangler, de skulle undgå og inkorporerede dette ind i parkens design. Konstruktionsarbejdet begyndte i juli 1954, og Disneyland åbnede i juli 1955; åbningsceremonien blev sendt på ABC, og blev set af 70 millioner seere. Parken var designet omkring en række temalande, som alle samledes ved det centrale Main Street, U.S.A.‍—‌en kopi af hovedgaden i hans barndomsby i Marceline. De omkringliggende temalande var Adventureland, Frontierland, Fantasyland og Tomorrowland. Parken havde også fået indlagt et smalsporet Disneyland Railroad som forbandt parkerne; rundt om parken blev der anlagt en stor berme for at adskille parken fra omverdenen. En klumme i The New York Times beskrev at Disney havde "smagfuldt kombineret nogle af skønne ting fra gårsdagen med fantai og drømme om i morgen." Til trods for der var mindre problemer med parken, blev den anset som en succes og efter en måneds virke, havde Disneyland over 20.000 besøgende om dagen; og ved slutningen af dets første år, havde parken haft 3,6 millioner gæster.
Indtægten fra ABC blev efterfølgende brugt til at skabe Disney tv-programmer. Studiet havde  tidligere produceret en succesfuld speciel tv-udsendelse juledag i 1950, som omhandlede produktionen og skabelsen af Alice i eventyrland. Roy mente at denne udsendelse også var med til at få billetsalget til filmen til at stige. Han skrev i marts 1951 i et brev til aktionærerne at "fjernsynet kan være et meget vigtigt salgshjælpemiddel, såvel som en kilde for omsætning. Det vil være på dette præmis at vi indtager fjernsynet den dag vi gør." I 1954, efter at finansieringen af Disneyland var på plads, sendte ABC Walt Disney's Disneyland, en serie af animerede tegnefilm, live-action-spillefilm og øvrigt materiale fra studiets bibliotek. Programmet var meget populært. I april 1955 udnævnte Newsweek serien til at være en "amerikansk institution". ABC var tilfredse med modtagelsen af Disneyland, hvilket førte til Disneys første daglige tv-udsendelse, The Mickey Mouse Club, et program med varierende indhold som var for og til børn. Med programmet kom adskillige merchandise som blev solgt gennem forskellige firmaer, (Western Printing fx, som havde produceret malebøger og tegneserier i over 20 år, producerede adskillige ting med relation til showet). Et af segmenterne i Disneyland bestod af en miniserie i fem dele; Davy Crockett som, ifølge Gabler, "blev en succes natten over". Programmets temasang, "The Ballad of Davy Crockett", blev ligeledes internationalt kendt, og ti millioner albums blev rapporteret solgt. Resultatet af dette blev at Disney grundlagde sit eget plade- og distributionsstudie, Disneyland Records.
Udover opførelsen af Disneyland, arbejdede Disney ligeledes på andre projekter eksternt fra animationsstudiet. Han var konsulent på American National Exhibition i Moskva i 1959, hvor Disney Studios' bidrog med America the Beautiful, en 19 minutter lang film fremvist i et 360 grader specielt udviklet biograf; Circarama theater, som blev en af de mest populære attraktioner under udstillingen. Det efterfølgende år var han formand for underholdningskomiteen ved Vinter OL i 1960 i Squaw Valley, Californien, hvor han planlagde åbnings-, afslutnings- og medajleoverrækkelsesceremonierne.
Til trods for stor efterspørgsel efter Disney til projekter uden relation til studiet, fortsatte han med at arbejde med film- og tv-projekter. I 1955 var han involveret i "Man in Space", en episode i Disneyland-serien, som blev lavet i samarbejde med NASAs raketdesigner Wernher von Braun. Disney overså også dele af produktionen af de animerede spillefilm Lady og Vagabonden (den første animerede film lavet i CinemaScope) i 1955, Tornerose (den første animerede film i Technirama 70 mm film) i 1959, 101 Dalmatinere i 1961, og Sværdet i stenen i 1963.
I 1964 producerede Disney musicalfilmen Mary Poppins, som var baseret på bogserien af samme navn af P.L. Travers. Disney havde forsøgt at købe rettighederne til historien siden 1940'erne. Filmen endte med at blive den mest succesfulde Disney-film i 1960'erne, til trods for at Travers på ingen måde brød sig om filmen og fortrød at have solgt rettighederne til den. Samme år blev Disney også involveret i de nye bygningsplaner om at udvide California Institute of the Arts (i daglig tale omtalt som CalArts), og han ansatte en arkitekt til at udarbejde planerne til en ny bygning.
Disney bidrog i 1964 med fire udstillinger til New York World's Fair, som han finansierede med hjælp fra sponsorer. For PepsiCo, som ønskede en hyldest til UNICEF, udviklede Disney i denne sammenhæng It's a Small World, en bådtur med lyd-animatroniske dukker, som skulle forestille børn fra hele verdenen; Great Moments with Mr. Lincoln bestod af en animatronisk Abraham Lincoln som fortalte uddrag fra sine taler; Carousel of Progress der promoverede vigtigheden af elektricitet; og Fords Magic Skyway, som illustrerede menneskets udvikling. Elementer fra alle fire udstillinger ‍—‌ hovedsageligt koncepterne og teknologien‍—‌ blev senere installeret i Disneyland, hvor It's a Small World blev installeret i sin helhed og er tæt på originalen.
en eksperimental prototype af morgendagens samfund vil leve videre på nye ideer og nye teknologier, som lige nu vokser frem fra de kreative centre i amerikansk industri. Det vil være en morgendagens samfund som aldrig vil blive fuldendt, men som altid vil introducere og teste og demonstrere nye materialer og systemer. Og EPCOT vil altid være et udstillingsvindue for verdenen til at se Amerikas frie virksomheders opfindsomhed og fantasi.
I løbet af 1966 fik Disney flere virksomheder til at sponsorere finansieringen af EPCOT. I 1966 blev han krediteret som en del af historieholdet bag filmen, Lt. Robin Crusoe, U.S.N. som , hvor hans navn blev stavet bagfra, Retlaw Yensid. Samtidig blev han atter en større del af studiets filmproduktion, og han var meget involveret i historieudviklingen af Junglebogen, live-action musical-filmen The Happiest Millionaire (begge 1967) og den animerede kortfilm Peter Plys i blæsevejr (1968).

## Privatliv
I begyndelsen af 1925 ansatte Disney optegneren Lillian Bounds i animationsstudiet. De blev gift i juli samme år i hendes brors hus i hendes hjemby, Lewiston, Idaho. Ægteskabet var hovedsageligt lykkeligt, ifølge Lillian, selvom hun, ifølge Disneys biografiforfatter, Neal Gabler, "ikke godtog Disneys beslutninger uden protester, og at hun senere indrømmede at han altid fortalte folk hvor meget hun hakkede på ham'. Lillian havde selv ingen interesse i film eller i den sociale omgangskreds i Hollywood, og hun blev beskrevet af historiker Steven Watts, som "tilfreds med at skulle holde hus og agere støtte for hendes ægtemand." Under deres ægteskab fik parret to døtre, Diane (født i december 1933) og Sharon (adopteret i december 1936 efter at være blevet født seks uger tidligere). Disney-familien forsøgte mest muligt at holde deres døtre ude af offentlighedens søgelys, og især efter en kidnapning af en dreng med kendte forældre skete; og Disney forbød pressen at fotografere sine døtre.
I 1949 flyttede Disney og hans familie til et nyt hjem i Holmby Hills-distriktet i Los Angeles. Med hjælp fra sine venner Ward og Betty Kimball, som allerede havde deres egen private jernbane i deres baghave, tegnede Disney planer og begyndte straks at få opført en miniature jernbanestrækning med damplokomotiv i sin baghave. Jernbanens navn, Carolwood Pacific Railroad, stammede fra hans hjems placering på Carolwood Drive. Miniature-damplokomotivet blev bygget af Disney Studios-ingeniøren Roger E. Broggie, og Disney døbte lokomotivet Lilly Belle efter Broggies kone. Efter tre år måtte Disney dog lukke af for lokomotivet og jernbanen grundet en række ulykker, som nogle af gæsterne oplevede.
Disney blev mere politisk konservativ med alderen. Han støttede det demokratiske parti frem til præsidentvalget i USA i 1940, hvorefter han skiftede til det republikanske parti, og han var en generøs økonomisk støtte til Thomas E. Deweys præsidentkampagne i 1944. I 1946 grundlagde han Motion Picture Alliance for the Preservation of American Ideals, en organisation som udtalte at de "troede på og efterlevede den amerikanske levevis... vi finder os selv i et stort oprør mod den voksende bølge af kommunisme, fascisme og lignende retninger, som med undergravende metoder forsøger at ændre denne måde at leve på". I 1947 under Mccarthyismen, var han indkaldt som vidne ved House Un-American Activities Committee (HUAC), hvor han vidnede imod Herbert Sorrell, David Hilberman og William Pomerance, tidligere animatorer og fagforeningsgrundlæggere, da de var anklaget som kommunistiske oprørere; Disney udtalte at strejken i 1941, som blev ledt af de tre mænd, var en del af en større kommunistisk plan for at få indflydelse og magt i Hollywood. The New York Times påstod i 1993 at Disney fra 1940 og frem til hans død i 1966 havde videregivet hemmelige informationer til FBI - en tjeneste som blev gengældt af J. Edgar Hoover som tillod Disney at filme inde i FBI's hovedkvarter i Washington. Disney blev udnævnt "full Special Agent in Charge Contact" i 1954.
Disneys offentlige person var meget forskellig fra hans faktiske personlighed. Filmforfatter Robert E. Sherwood beskrev ham bl.a. som "nærmest smerteligt genert... og fortvivlet" og selvironisk. Ifølge hans biografforfatter, Richard Schickel, gemte Disney sin sky og usikre personlighed bag hans offentlige identitet. Kimball argumenterer at Disney "spillede rollen som en genert tycoon, som var flov over at være at offentligt kendt" og han var klar over det. Disney anerkendte denne facade og fortalte en ven at "Jeg er ikke Walt Disney. Jeg gør mange ting, som Walt Disney ikke ville gøre. Walt Disney ryger ikke. Jeg ryger. Walt Disney drikker ikke. Jeg drikker." Anmelder Otis Ferguson kaldte i The New Republic den private Disney: "ganske almindelige, imødekommende, ikke i et fremmed sprog, ikke undertrykt eller sponsoreret af noget. Bare Disney." Mange som arbejdede med Disney har udtalt at han gav meget lidt ros til sine ansatte grundet sine exceptionelt højt standarder og krav. Norman genkalder at når Disney sagde "Det kan godt gå an", så skulle det anses som meget stor ros. I stedet for direkte godkendelser, uddelte Disney økonomiske bonusser til sine dygtigste medarbejdere.

## Sygdom, død og eftermæle
Disney havde været kæderyger siden 1. verdenskrig. Han røg cigaretter uden filter, og havde ligeledes røget pibe som ung. I begyndelsen af november 1966 blev han diagnosticeret med lungekræft og han blev behandlet med koboltterapi. Den 30 . november fik han et ildebefindende og blev kørt med ambulance fra sit hjem til St. Joseph Hospital hvor han, den 15. december 1966, døde af kredsløbssammenbrud grundet kræftsygdommen, 65 år gammel. Hans jordiske rester blev kremeret to dage senere og hans aske blev nedsænket på Forest Lawn Memorial Park i Glendale.
Med udgivelsen af Junglebogen og The Happiest Millionaire i 1967 kom antallet af film, som Disney havde medvirket til at lave, op på 81. Da Peter Plys i blæsevejr havde premiere i 1968, modtog Disney posthumt en Academy Award i kategorien Bedste korte tegnefilm. Efter Disneys død, fortsatte hans studie med at producere tidligere udtænkte og påbegyndte live-action-film, og producerede stort set ingen animationsfilm frem til slutningen af 1980'erne, hvor The New York Times beskriver at "Disneys renæssance" begyndte med udgivelsen af Den lille havfrue (1989). Disneys øvrige selskaber fortsatte med at producere succesfulde film, tv- og scene-underholdning.
Disneys planer for den futuriske by, EPCOT, blev aldrig fuldført. Efter Disneys død, udskød hans bror, Roy, sin egen pension, for at kunne overtage styrelsen af Disneys selskaber. Han ændrede herefter konceptet i projektet fra at være en by til at blive en forlystelse. Ved indvielsen af i 1971 dedikerede Roy, Walt Disney World til sin afdøde bror. Walt Disney World blev udvidet med åbningen af Epcot Center i 1982; Walt Disneys vision om en funktionel by var blevet erstattet med en park, som skulle fremstå som et permanent world's fair. I 2009 åbnede Walt Disney Family Museum, designet af Disneys datter, Diana og hendes søn, Walter E. D. Miller, i Presidio of San Francisco. Tusindevis af artefakter fra Disneys liv og karriere blev udstillet, samt de adskillige priser, som han havde modtaget. I 2014 havde Disneys forlystelsesparker rundt om i verdenen omkring 134 millioner om året.

## Ry
Synet på Disney og hans arbejde har gennem årtierne ændret sig, og der har generelt været mange polariserede meninger. Mark Langer skrev i American Dictionary of National Biography, at "tidligere omtaler af Disney har fortalt om en patriot, en folkelig kunstner og pioner af udbredelse og skabelse af kultur. Mere nylige omtaler har dog fremsat Disney som en frontløber og paradigme af amerikansk imperialisme og intolerance." Steven Watts skrev at nogle fremsatte Disney "som en kynisk manipulator når det kom til kulturelle og kommercielle formulaer", mens PBS fortæller at kritikere har censureret hans arbejde grundet dets "glatte facade af sentimental og stædig optimisme - det er en feel good omskrivning af amerikansk historie.".
Disney blev også anklaget for at være antisemitismisk efter han gav nazi-propagandisten, Leni Riefenstahl, en guidet rundvisning af animationsstudiet en måned efter Krystalnatten - en anklage som han afviste tre måneder senere, da han udtalte, at han ikke vidste, hvem hun var, da han udsendte invitationen til hende. Ingen af Disneys ansatte - inklusiv animatoren Art Babbitt, som ikke brød sig om Disney - kom nogensinde med anklager om at Disney havde udtalt sig med nedsættende antisemitiske kommentarer. The Walt Disney Family Museum har anerkendt at visse etniske stereotyper som ofte blev portrætteret i film i 1930'erne også er blevet brugt i enkelte tidlige korte tegnefilm , men de pointerer ligeledes at Disney regelmæssigt donerede til jødiske velgørenhedsorganisationer og at han blev kåret som "1955 Man of the Year" af B'nai B'rith-afdelingen i Beverly Hills, og at hans studie havde et betydeligt antal jødiske ansatte, hvoraf nogle af disse var ansat i højere stillinger. Gabler, den første forfatter til at få ubegrænset adgang til Disneys arkiver, konkluderede at de tilgængelige beviser ikke understøttede beskyldningerne om antisemitisme og at Disney "ikke var en antisemitisk i den konventionelle forstand". Gabler konkluderede endvidere at "selvom Walt selv, efter min mening, ikke var antisemitisk, så var han alligevel villig til at omgive sig selv med personer, som var antisemitiske [såsom nogle medlemmer af MPAPAI], og dette gjorde at rygtet holdt ved. Han var aldrig helt i stand til at slippe for det.". Disney tog afstand til Motion Picture Alliance i 1950'erne. Ifølge Disneys datter, Diane Disney-Miller, havde hendes søster Sharon en jødisk kæreste i en periode, hvilket deres far ikke havde nogen indvendinger mod og han skulle endvidere have udtalt "Sharon, jeg synes det er så skønt, hvordan disse jødiske familier har taget imod dig og accepteret dig." 
Disney har  også været anklaget for andre former for racisme, da nogle af hans produktioner mellem 1930'erne og 1950'erne indeholdt racistisk ufølsomt materiale. Spillefilmen Song of the South blev kritiseret af filmanmelderne, National Association for the Advancement of Colored People og andre for dens portrættering af sorte stereotyper, men Disney gjorde efterfølgende et betydeligt arbejde for at filmens stjerne, James Baskett, modtog en Honorary Academy Award, som den første sorte skuespiller nogensinde. Gabler argumenterer for at "Walt Disney var ikke racist. Han kom aldrig, hverken offentligt eller privat, med nedsættende kommentarer om sorte eller om hvid overlegenhed. Men ligesom mange hvide amerikanere i hans generation, var han til tider ufølsom når det kom til race." Floyd Norman, studiets første sorte animator, som arbejdede tæt med Disney i 1950'erne og 1960'erne udtalte, "Ikke én eneste gang så jeg noget der kunne minde om en racistisk opførsel, som Walt Disney ofte blev beskyldt for efter hans død. Hans behandling af folk ‍—‌og med dette mener jeg alle folk‍—‌ kan kun beskrives som eksemplarisk."
Watts argumenterer for at mange af Disneys film efter 2. verdenskrig "lovpriste en form for kulturel Marshallplan. De fremsatte og støttede en genial kulturimperialisme, der på magisk vis flød ind over resten af kloden med værdierne, forventningerne og goderne fra et velstående middelklasse-USA." Filmhistoriker Jay P. Telotte anerkender at mange ser Disneys animationsstudie som "et redskab til manipulation og undertrykkelse", men forklarer at studiets navn gennem årtier er blevet forbundet med sjov, familie og fantasi". John Tomlinson, undersøger i hans studie Cultural Imperialism, Ariel Dorfmans og Armand Mattelarts arbejde, med deres bog fra 1971, Para leer al Pato Donald (oversættelse: Sådan læser du Anders And), som påstår at der er "imperialistiske ... værdier 'gemt' bag den uskyldige og perfekte facade som Walt Disneys verden ihærdigt forsøger at opretholde"; de argumenterer for at dette er et stærkt redskab, da dette fremstår som "harmløs morskab for børn."
Disney er blevet portrætteret adskillige gange i fiktive værker. H. G. Wells refererer til Disney i sin roman fra 1938, The Holy Terror, hvor Verdens Diktator Rud frygter at Anders And er skabt med det formål at kritiserer og håne diktatoren. Disney blev portrætteret af Len Cariou i filmen A Dream Is a Wish Your Heart Makes: The Annette Funicello Story fra 1995, og af Tom Hanks Saving Mr. Banks fra 2013. I 2001, udgav den tyske forfatter Peter Stephan Jungk Der König von Amerika (oversættelse: Kongen af Amerika), et fiktivt værk om Disneys sidste år, hvor han bliver portrætteret som en magtgrådig racist. Komponisten Philip Glass fortolkede senere bogen til operaen The Perfect American (2013).
Adskillige kommentatorer har beskrevet Disney som et kulturelt ikon. Professor i journalistisk, Ralph S. Izard udtalte efter Disneys død at værdien af Disneys film er "højst værdsat i det kristne amerikanske samfund", herunder "individualisme, ordentlighed... næstekærlighed, fair play og tolerance." Disneys nekrolog i The Times kaldte filmene "fuldendte, hjerte-varme og underholdende ... af usammenlignelig kunstneriske evner". Journalist Bosley Crowther argumenterer for at Disneys "formåen som kunstner og skaber af underholdning for et nærmest ubegrænset publikum som en yderst genial købmand af sine varer kan med rette sammenlignes med de mest succesrige industrifolk i historien." Korrespondent Alistair Cooke kalder Disney for en "folkehelt... "the Pied Piper of Hollywood", mens Gabler anser Disney for at have "omformet kulturen og Amerikas bevidsthed".

## Priser og hæder
Disney modtog 59 Academy Award-nomineringer, hvoraf han vandt 22 af dem; begge hvilket er rekorder for flest priser og nomineringer til en énkeltperson. Han var nomineret til tre Golden Globe Awards, men vandt dog aldrig, men han blev overrakt to Special Achievement Awards‍—‌for Bambi (1942) and The Living Desert (1953)‍—‌and Cecil B. DeMille Award. Han modtog også fire Emmy Award-nomineringer, vandt en enkelt, for Best Producer Disneyland-tv-serien. Adskillige af hans film er blevet optaget i De Forenedes Staters National Film Registry af Library of Congress for at være "kulturelle, historiske og/eller æstetiske betydningsfulde" heriblandt Steamboat Willie, De tre små grise, Snehvide og de syv små dværge, Fantasia, Pinocchio, Bambi, Dumbo og Mary Poppins. I 1998 offentliggjorde American Film Institute en liste over de 100 bedste amerikanske film, ifølge eksperter fra industrien, og denne liste inkluderede Snehvide og de syv små dværge (som nummer 49) Fantasia (som nummer 58).
I februar 1960, modtog Disney to stjerne-fliser på Hollywood Walk of Fame, en for spillefilm og en anden for hans tv-arbejde; Mickey Mouse blev givet sin egen stjerne i 1978. Disney blev også optaget i Television Hall of Fame i 1986,California Hall of Fame i december 2006, og var den første til at modtage en stjerne på Anaheim walk of stars i 2014.
Walt Disney Family Museum fortæller at han "sammen med sine medarbejdere modtog mere end 950 priser og anerkendelser fra over hele verdenen". Han blev udnævnt til chevalier i den franske Légion d'honneur i 1935, og i 1952 blev han tildelt landets højeste kreative udmærkelse, Officer d'Academie. Andre nationale priser inkluderer Thailands Order of the Crown (1960); Tysklands Order of Merit (1956), Brasiliens Order of the Southern Cross (1941), og Mexicos Order of the Aztec Eagle (1943). I USA, modtog han Presidential Medal of Freedom den 14. september 1964, og den 24. maj 1968, blev han posthumt tildelt Congressional Gold Medal. Han modtog Showman of the World Award fra National Association of Theatre Owners, og i 1955, tildelte National Audubon Society Disney deres højeste udmærkelse, Audubon Medal, for at have promoveret "anerkendelse og forståelse for naturen" gennem hans True-Life Adventures-naturfilm.- En mindre planet, som blev opdaget i 1980 af astronomen Lyudmila Karachkina, blev navngivet 4017 Disneya, og han modtog også en æresgrad fra Harvard, Yale, University of Southern California og University of California, Los Angeles.